# Nicolas Masson
Nicolas Masson (Genève, 1972) is een Zwitserse jazzmuzikant (saxofoon, klarinet, basklarinet) en componist.

## Biografie
Masson kwam op 20-jarige leeftijd met geïmproviseerde muziek als onderdeel van een wereldtournee: in New York ontmoette hij Cecil Taylor en de drummer J.R. Mitchell, waarna hij studeerde bij Frank Lowe en 'Makanda' Ken McIntyre. Terug in Genève zette hij zijn jazzstudies voort aan het Conservatoire Populaire du Musique tot hij afstudeerde in 2000. Hij volgde ook masterclasses bij Lee Konitz, Dave Douglas en Misha Mengelberg. Tegenwoordig wordt hij beschouwd als een van de leidende figuren in het nieuwe Zwitserse jazzcircuit. Hij speelde met Ben Monder, Gerald Cleaver, Kenny Wheeler, Kris Davis, Eivind Opsvik, Russ Lossing, Colin Vallon, Tom Arthurs en anderen. Sinds 2002 heeft hij verschillende opnamen gemaakt met zijn internationale kwartet. In Zwitserland is hij ook onderweg met zijn kwartet Parallels. Daarnaast werd in 2010 het gezamenlijke trio Third Reel opgericht met de Italianen Roberto Pianca (gitaar) en Emanuele Maniscalco (drums, piano), met wie hij sinds 2013 twee albums bij ECM Records heeft uitgebracht. Sinds 2017 maakt hij deel uit van Bänz Oester & The Rainmakers.

## Discografie
- 2002: Nicolas Masson Quartet: Awake (Altrisuoni, met Russ Johnson, Eivind Opsvik, Mark Ferber)
- 2006: Nicolas Masson Quartet: Yellow (A Little Orange) (Fresh Sound Records/New Talent, met Russ Johnson, Eivind Opsvik, Gerald Cleaver)
- 2009: Nicolas Masson Parallels: Thirty Six Ghosts (Clean Feed Records, met Colin Valon, Patrice Moret, Lionel Friedli)
- 2011: Departures (Fresh Sound/New Talent, met Ben Monder, Patrice Moret, Ted Poor)
- 2013: Nicolas Masson-Roberto Pianca-Emanuele Maniscalco, Third Reel (ECM Records)
- 2015: Nicolas Masson-Roberto Pianca-Emanuele Maniscalco, Many More Days (ECM Records)
- 2018: Nicolas Masson Quartet, Travelers (ECM Records, met Colin Vallon, Patrice Moret, Lionel Friedli)

- Bibliothèque nationale de France: cb167246754 (data)
- Gemeinsame Normdatei: 1072083337
- International Standard Name Identifier: 0000 0004 4722 7309
- MusicBrainz: 42e9af8d-b45b-4b0c-a097-0523446aeb06
- Système universitaire de documentation: 069010382
- Virtual International Authority File: 305422224
- WorldCat: E39PBJhCJCphPxTYjGdyFWJ7HC